# 하여장

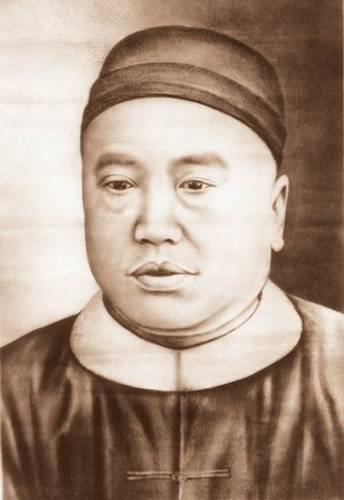
하여장

하여장 (何如璋, 1838년 ~ 1891년)은 중국 청나라 말기의 외교관이다. 호는 자아 (子峨)이다.

## 생애
광둥성 다부 출신으로, 1868년 진사가 되어 한림원에 들어갔다. 1877년 초대 주일 공사로 임명되어, 3년 간 공사로 지냈다. 1879년 류큐 처분 사건이 일어났을 때 하여장은 일본의 조치 강행에 대해 항의했다. 이 시기에 남긴 책으로, 일본에 머무르면서 메이지 유신을 지켜본 기록과 평가를 담은 《사동술략》 (使東述略)이 있다. 청나라로 돌아온 뒤에는 복주(福州)의 선정대신으로 임명되었다. 그러나 청불 전쟁 당시의 마강 해전 때 장패륜 등과 후퇴하면서, 11척의 함정과 700명의 병사를 잃고, 마미선창이 함락당하자 책임을 지고 면직당했다. 이후 양광총독 이한장의 초청으로 한산서원(韓山書院)의 주강(主講)이 되었다.

## 기타
- 《조선책략》을 만든 황준헌은 하여장이 주일 공사로 있을 때 그 밑에서 일한 참사관이었다.[1]

## 같이 보기
- 청일수호조약
- 황준헌 - 하여장의 측근
- 양수경 - 하여장의 수행원